# Arostropsis groehni
Arostropsis groehni (лат.) — ископаемый вид жесткокрылых насекомых из рода Arostropsis семейства долгоносики (Curculionidae). Обнаружены в эоценовом балтийском янтаре Европы (Калининградская область, Россия).

## Описание
Длина тела 6,4 мм, ширина 1,8 мм, высота 1,3 мм. Тело узкое, сплющенное сверху. Усики 12-члениковые, булава состоит из 4 сегментов. Скапус усиков короткий, достигает середины линии глаз. Arostropsis близок к родам из трибы Naupactini, таким как Mesagroicus Schoenherr, 1840, Eurymetopus Schoenherr, 1840, Melanocyphus Jekel, 1875, Trichonaupactus Hustache, 1939). От двух других близких родов из Балтийского янтаря (Protonaupactus Zherikhin, 1971 и Paonaupactus  Voss, 1953) отличается строением усиков, глаз и груди и более крупными размерами. Вид был впервые описан в 2011 году российскими  энтомологами Николаем Юнаковым и Александром Кирейчуком (Зоологический институт РАН, Санкт-Петербург) и назван в честь Carsten Gröhn, собравшего типовой экземпляр (голотип).

## Детали строения

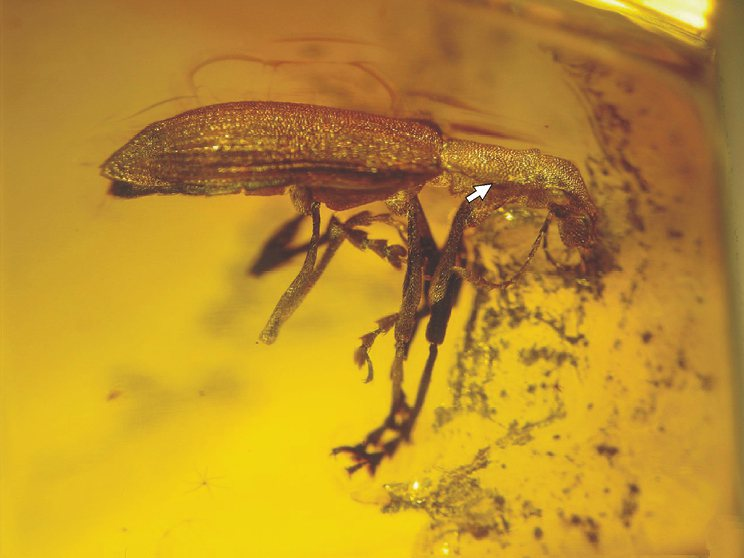
Вид сбоку в янтаре
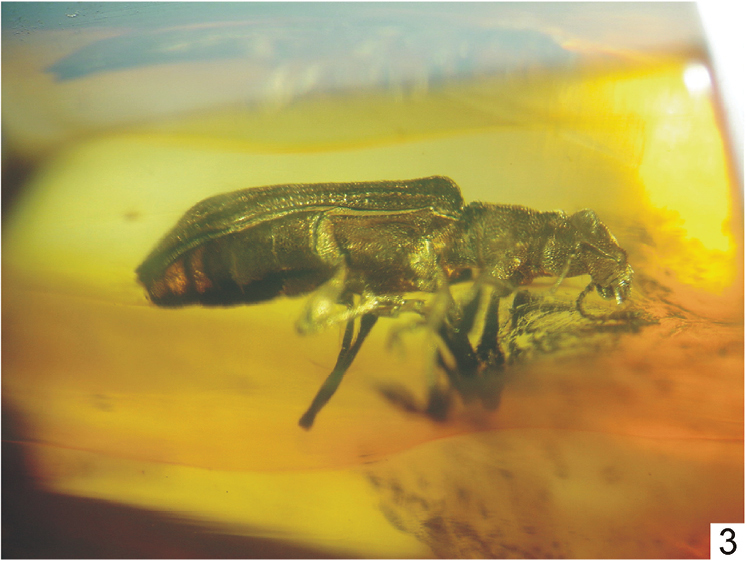
Вид снизу в янтаре
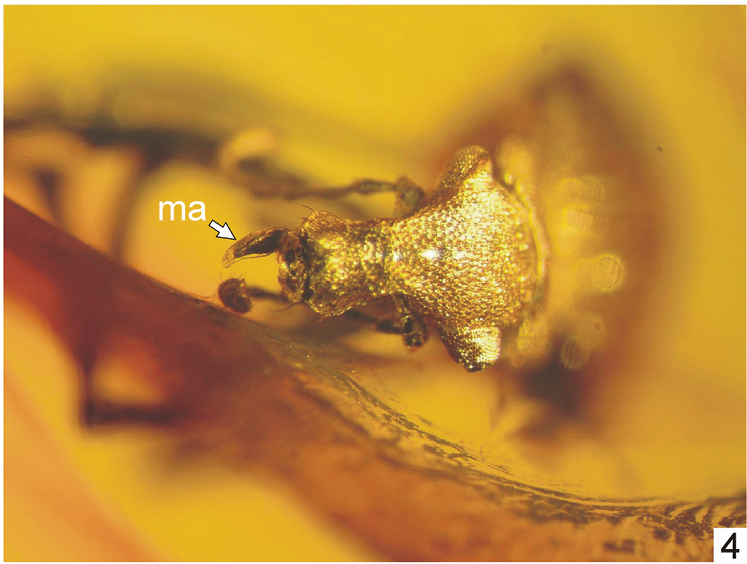
Голова спереди
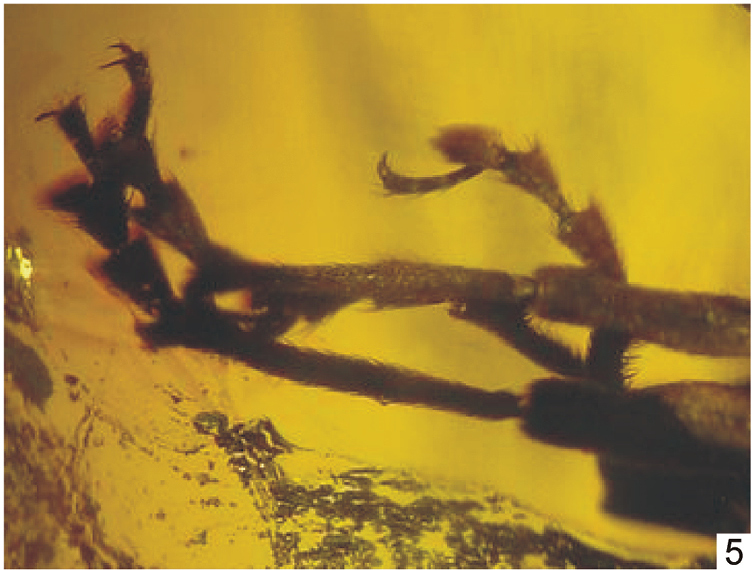
Ноги в янтаре
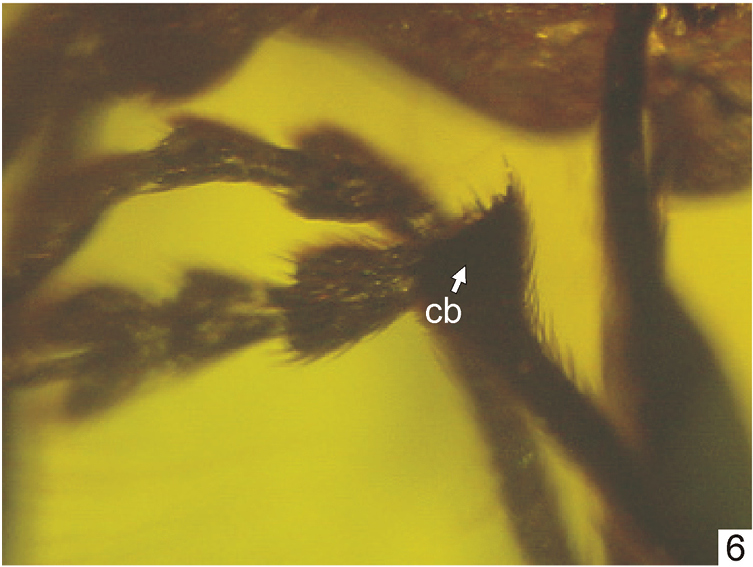
Лапки в янтаре
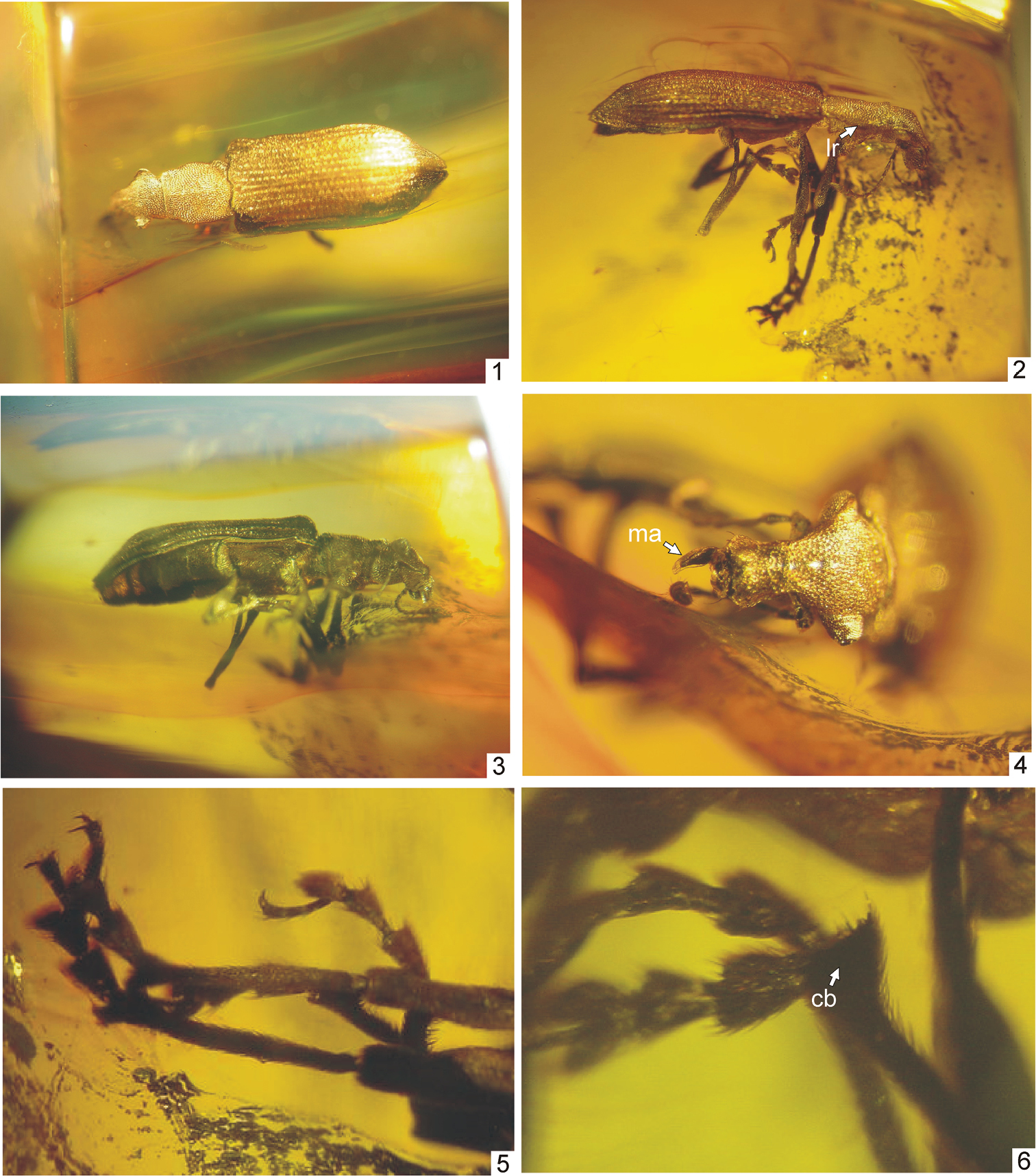
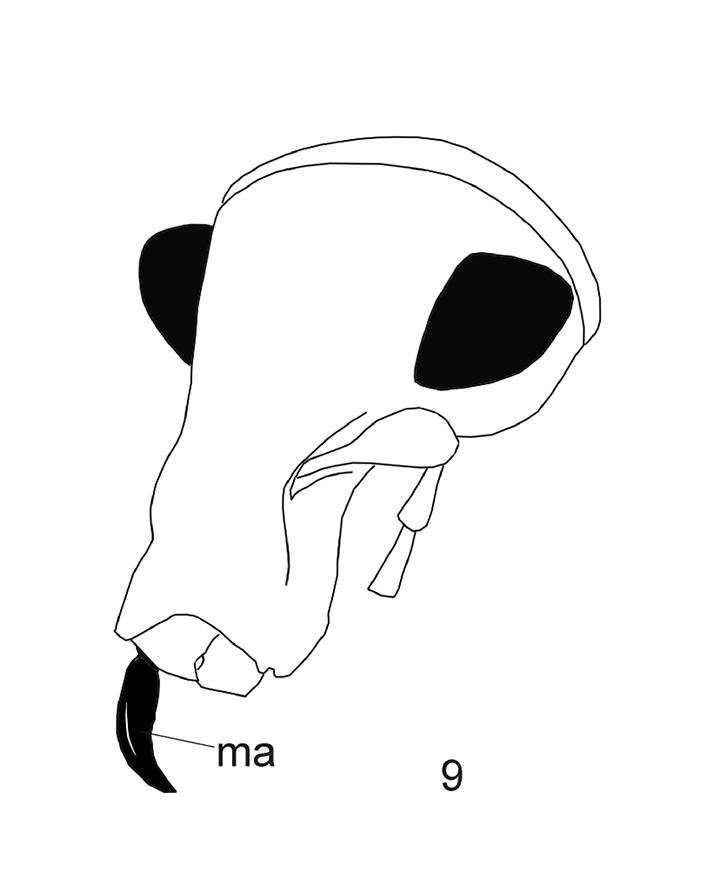
Голова антеро-латерально
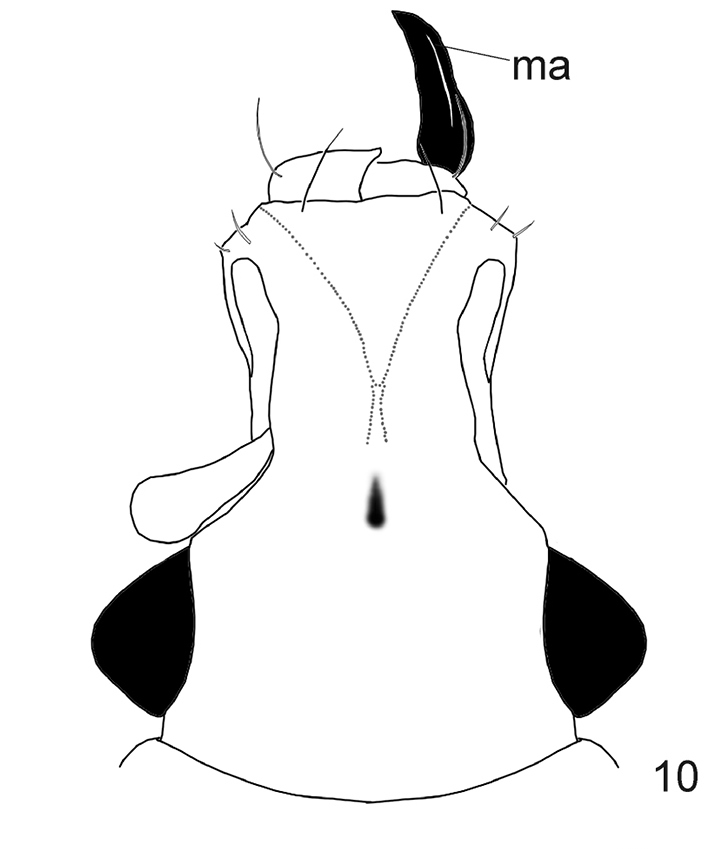
Голова сверху: ma-мандибулярный выступ
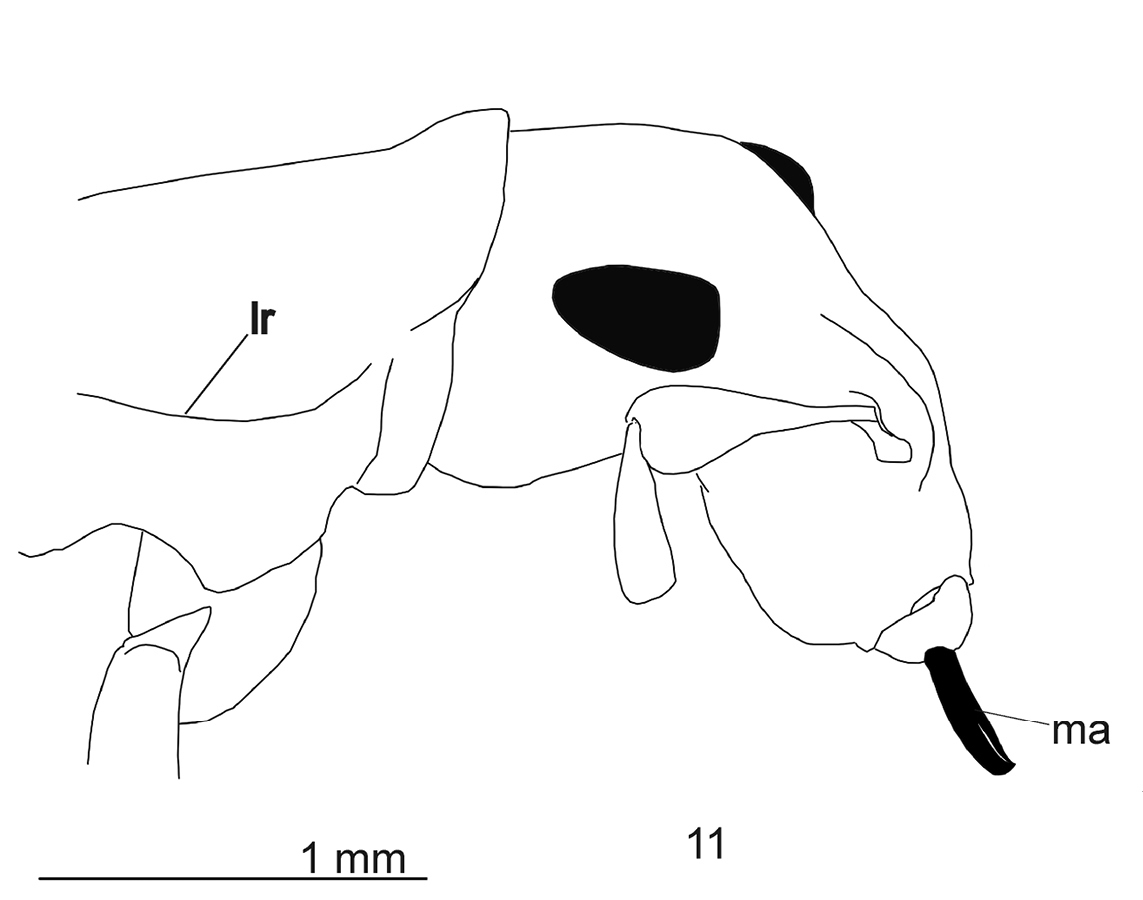
Переднегрудь и голова (11): lr-латеральный киль, ma-мандибулярный выступ. Шкала: 1 мм
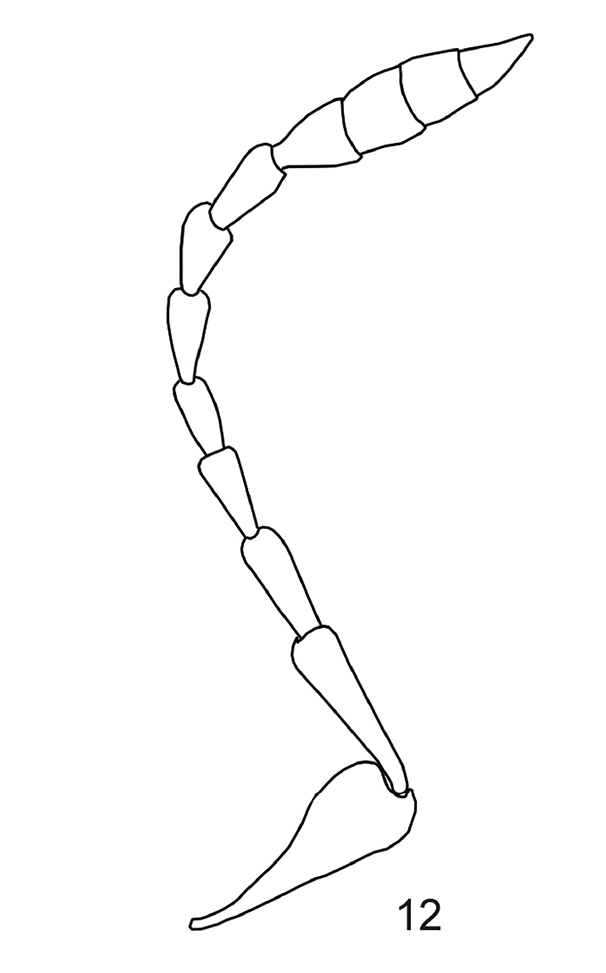
Антенна (снизу скапус, жгутик, сверху булава
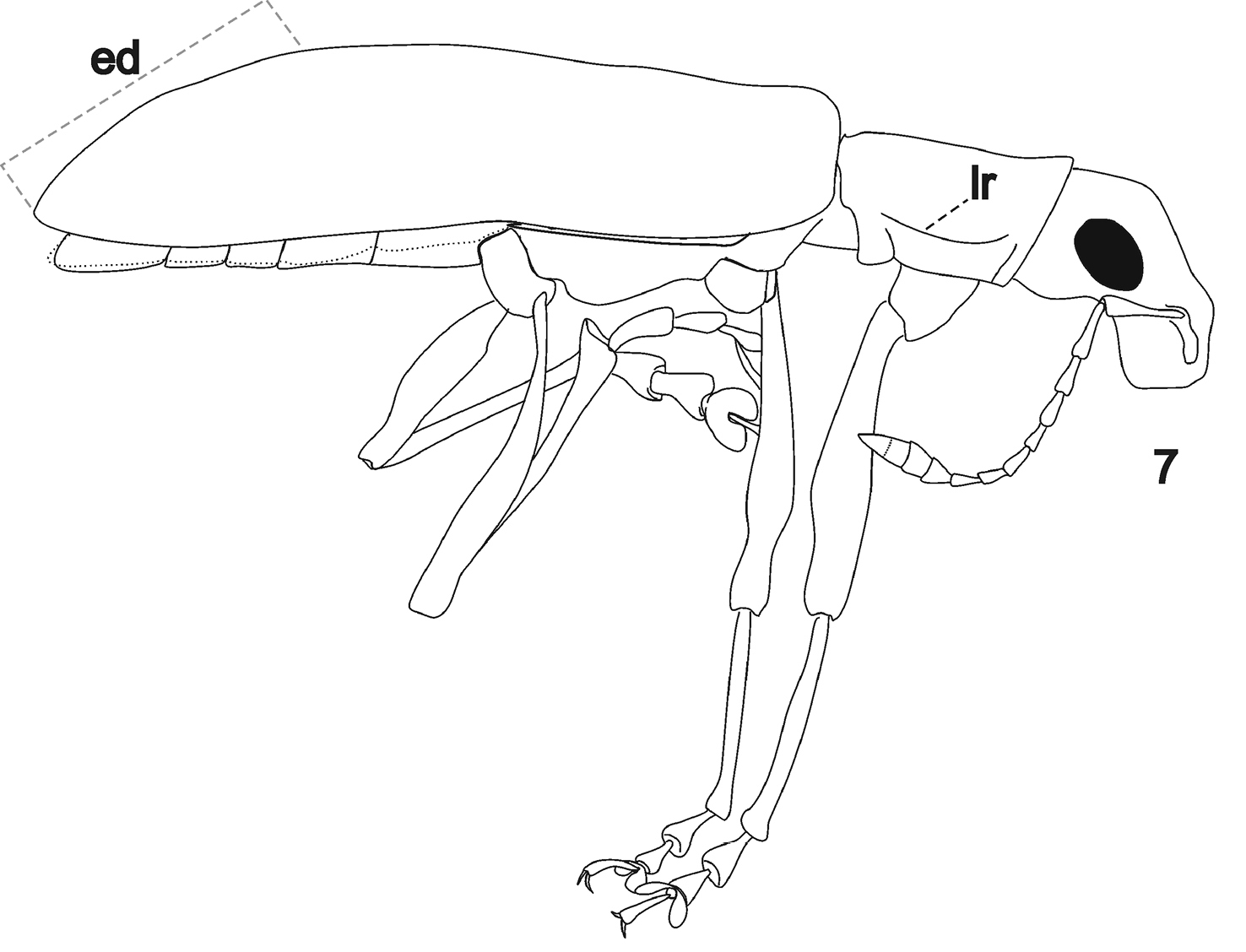
Вид сбоку: ed-понижение надкрылий,  lr-латеральный киль
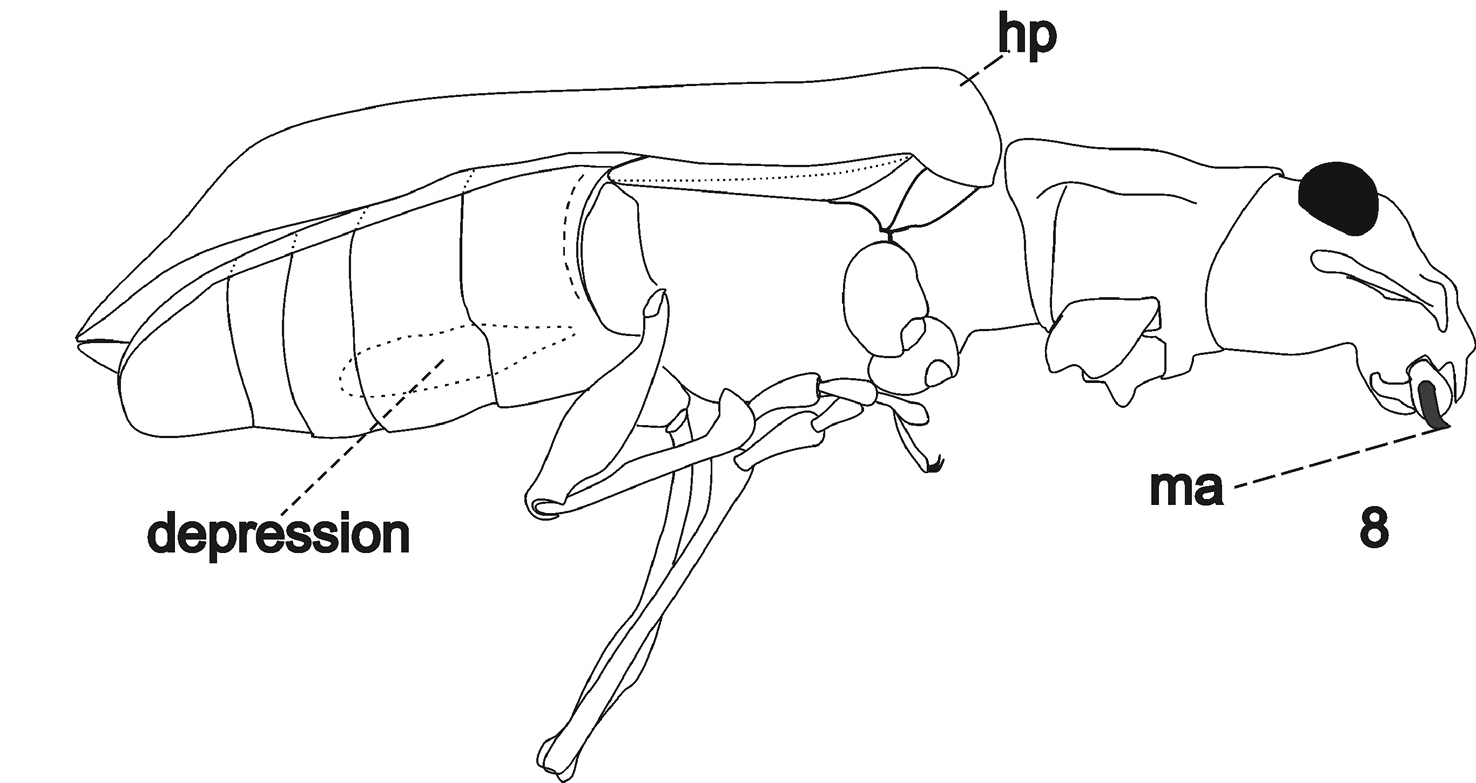
Вентро-латеральный вид: hp-плечевой выступ, lr-латеральный киль, ma-мандибулярный выступ. Длина тела: 6,4 мм
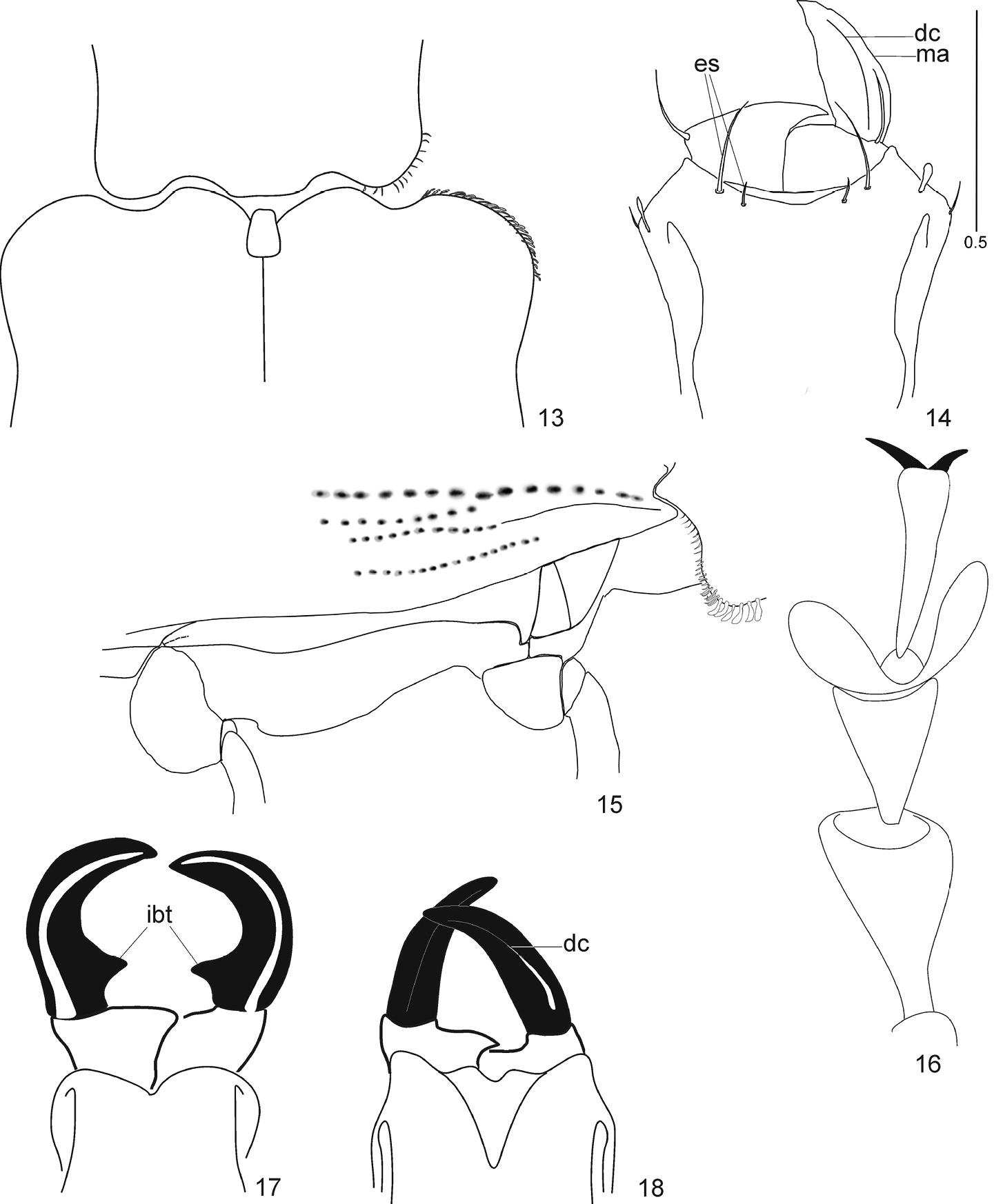
13–16 Arostropsis groehni, 13 основание пронотума и надкрылья, 14 эпистом, 15 эпиплевральный край надкрылий, 16 протарзус, 17 Lepropus rutilans, 18 Naupactus fatuus